# دراس بني
الدَّرَّاس البُنِّيّ هو طائرٌ ينتمي لفصيلة المُحاكيات، التي تضم أيضًا موَّاءات العالم الجديد والمُحاكيات. هذه الطيور واسعة الانتشار عبر شرق ووسط الولايات المتحدة، بالإضافة إلى جنوب ووسط كندا، وهي الدرَّاسات الوحيدة التي تقيم إقامةً دائمة في المنطقة الواقعة شرق الجبال الصخريَّة (جبال الروكي)، وفي أواسط تكساس. اتُخذت هذه الدرَّاسات رمزًا لولاية جورجيا.
هذا الطائر هو أحد أضخم الأنواع المُنتمية لجنس الدَّرَّاسات (Toxostoma). القسم العلوي من جسده بُنيّ والسُفليّ أبيض ذو تقليماتٍ داكنة، الأمر الذي يجعله شبيهًا بسمنة الغِياض (Hylocichla mustelina) الأصغر حجمًا، وغيرها من الأنواع المُشابهة. تتميَّز هذه الطيور بقدرتها على إصدار ما يفوق 1000 نمط من التغريد، فهي بهذا تتمتع بأكبر ذخيرة تغريدات بين الطيور، على أنَّ غناؤها مُكوَّن من سلسلة من العِبارات الموسيقية القصيرة السَّريعة التي تُطلقها عادةً في أزواج. يُغرِّد الذكر من أعلى إحدى الأشجار أو إحدى الجنبات العالية ورأسه مرفوع عاليًا وذيله الطويل مُتدلٍّ. غناءه يُحاكي غناء المُحاكي الشمالي، إلاّ أنه أكثر بريَّة.
الدَّرَّاس البُنِّيّ طائرٌ قارت (آكل لكل شيء)، غذاؤه الرئيسي الحشرات ولكنَّه بأكل أيضًا لافقاريَّات أخرى وبعض الفقاريَّات الصغيرة، ويدخل في راتبه الغذائي أيضًا الثِّمار والبلّوط، لا سيَّما في الشتاء. مناطق التفريخ النمطيَّة تشمل الجَنبات والشُجيرات، وفي بعض الأحيان يُفرخ الزوجان على الأرض. الدَّرَّاسات البُنِّيّة طيورٌ مناطقيَّة بامتياز، وبالأخص خلال موسم التفريخ عندما تكون على أهبة الاستعداد لتدافع عن أعشاشها، فتهاجم أي كائنٍ آخر يصل في قدِّه إلى حجم الإنسان.
تُصنَّف من قِبل الاتحاد العالمي للحفاظ على الطبيعة كنوعٍ غير مُهدد على الإطلاق. العُش كأس ضخمة من العيدان يُبطَّن بالأوراق الميتة والأعشاب والجُذيرات الدقيقة.
يُلاحظ هذا النوع المعروف جيِّدًا أكثر ما يُلاحظ وهو يتسلل بحذر على الأرض باحثًا عن الطَّعام أو وهو يُغني من على مجثمٍ مكشوف. يقوم بالبحث بصورةٍ نمطيَّة بالنَّبش بِمنقاره خلال الأوراق والغِطاء الأرضي والتَّوقف من حين إلى آخر، ليلتقط الأوراق ويُلقيها جانبًا.

## التصنيف والتأثيل
كان عالم الحيوان السويدي كارولوس لينيوس هو أوَّل من وصف هذه الطيور وصفًا علميًا في مؤلفه من القرن الثامن عشر حامل عنوان «النظام الطبيعي» (باللاتينية: Systema Naturae)، وأطلق عليها الاسم العلمي Turdus rufus المُختلف عن اسمها العلمي الحالي. اسم النوع rufus هو الصفة اللاتينيَّة المُقابلة لصفة «أحمر» العربيَّة. كذلك كانت قد حملت إسمين علميين مُختلفين هما: Orpheus rufus من تسمية العالم ويليام جون سواينسون، وHarporhynchus rufus من تسمية العالم سپنسر فولرتون بيرد.
تُعرف هذه الطيور في الولايات المتحدة خطأً باسم «السمنة البُنيَّة» على الرغم من أنها لا تنتمي لفصيلة السُمَّان. يُحتمل أن يكون سبب هذا الخطأ في التسمية هو الاسم الإنگليزي لهذه الطيور، ألا وهو thrasher، الذي يوحي للسامع والقارئ أنه مُشتق من كلمة thrush التي تعني «سمنة». أطلق عالم الطبيعة الإنگليزي مارك كاتسبي اسم «السمنة ثعلبيَّة اللون» على هذه الدرَّاسات.
أظهرت الدراسات الوراثيَّة أن الدرَّاس البُني وثيق الصلة بنوعين آخرين ينتميان لجنس الدرَّاس (Toxostoma) هما: الدرَّاس طويل المنقار، ودرَّاس كوزوميل.

## الوصف

### الكِسوة

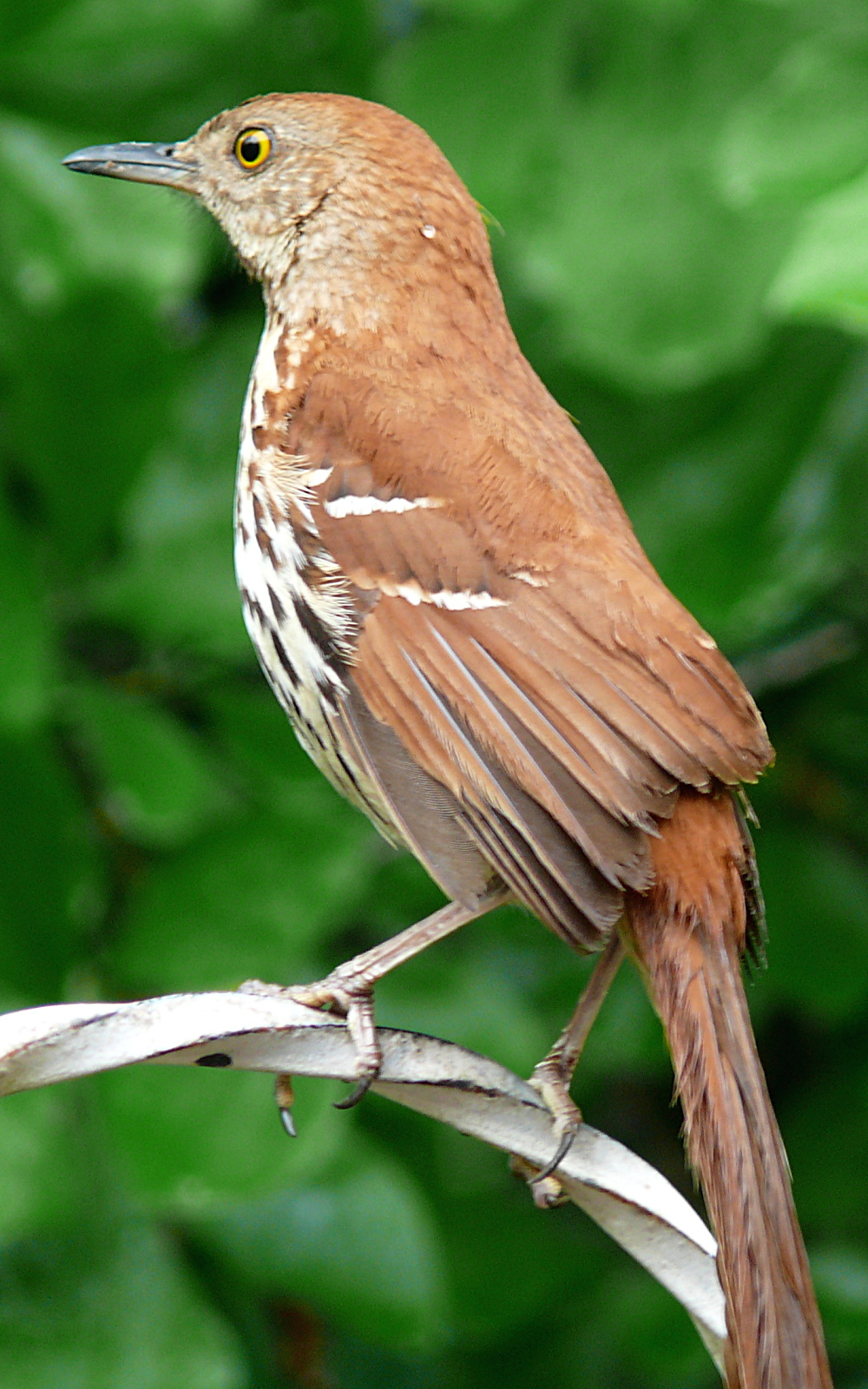
لقطة خلفيَّة لدرَّاس بُني.

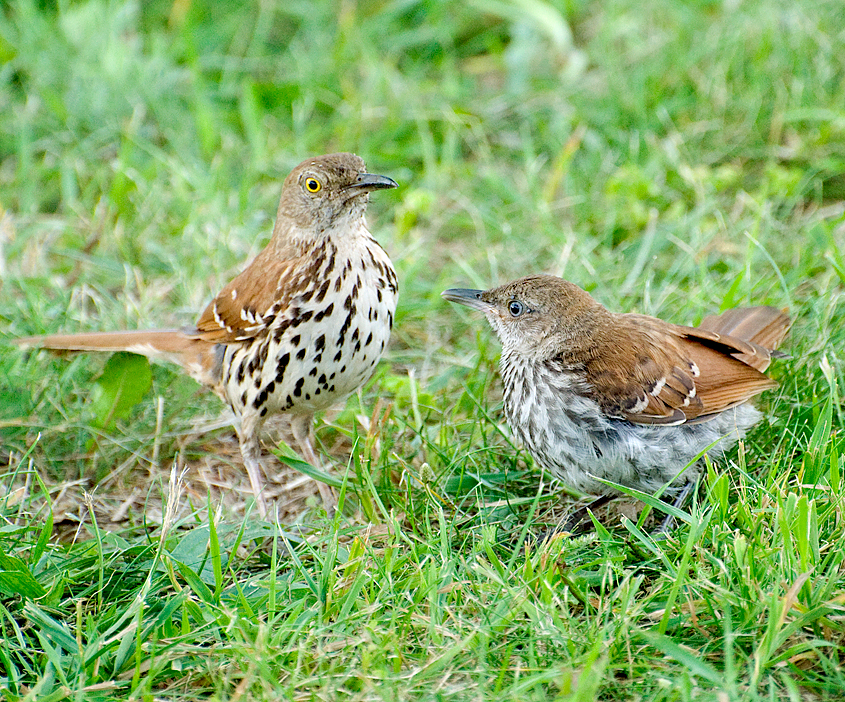
طائرٌ بالغ إلى جانب آخر يافع، في ولاية ڤرجينيا بالولايات المتحدة.

تكتسي الدرَّاسات البُنيَّة بريشٍ بُني مُحمرّ على القسم العلوي من جسدها، وآخر مُصفر ذو تقليمات داكنة على قسمها السفلي. صدرها مبيَض تظهر عليه علامات شبيهة بشكل الدمع، وذيلها طويل أمغر ذو زوايا باهتة، أما العينان فصفراء لامعة. المنقار طويل وبُني، ينحرفُ إلى الأسفل بعض الشيء. يتشابه كلا الذكر والأنثى من حيث الهيئة الخارجيَّة، كذلك فإنَّ الفراخ لا تُظهر اختلافًا بارزًا يُميزها عن أبويها، وجلَّ ما يُمكن تميزها عبره هو العلامات الباهتة على قسمها العلوي، ولون قزحياتها الزيتوني.

### القدّ
يتراوح طول البوالغ بين 23.5 إلى 30.5 سنتيمترات (9.3 إلى 12.0 إنشًا)، وباع جناحيها بين 29 و33 سنتيمترًا (11 إلى 13 إنشًا)، وتزن ما بين 61 إلى 89 غرامًا (2.2 إلى 3.1 أونصة)، ويبلغ مُعدَّل وزنها 68 غرامًا (2.4 أونصات). من المقاييس الأخرى: وتر الجناح الذي يتراوح بين 9.5 و11.5 سنتيمترات (3.7 إلى 4.5 إنشات)، والذيل المُتراوح بين 10.9 و14.1 سنتيمتر (4.3 إلى 5.6 إنشات)، والقنَّة المتراوحة بين 2.2 و2.9 سنتيمترات (0.87 إلى 1.1 إنش)، والرصغ المتراوح بين 3.2 و3.6 سنتيمترات (1.3 إلى 1.4 إنشات).

### السُلالات
هُناك سُلالتان مُعترفٌ بهما من الدرَّاسات البُنيَّة: السُلالة الحمراء أو "الدرَّاس البُنيّ (T. rufum rufum)، قاطنة القسم الشرقي من كندا والولايات المتحدة، والسُلالة الزَّقزاقيَّة أو "الدرَّاس البُني الغربي" (T. rufum longicauda)، قاطنة وسط الولايات المتحدة شرق الجبال الصخريَّة، وجنوب وسط كندا. يُمكنُ تمييز السُلالة الزَّقزاقيَّة عن السُلالة الحمراء عبر قسمها العلوي الأكثر ميلانًا للون القرفي، وتقليمات جناحيها الأكثر ابيضاضًا.

### أمد الحياة
يعتمدُ أمد حياة الدَّرَّاسات البُنيَّة على تخطيها مراحل عُمريَّة متعددة: فنسبة بقاء الطيور خلال عامها الأوَّل من الحياة تصل إلى 35%، وترتفع إلى 50% خلال الفترة المُممتدة بين عاميها الثاني والثالث، وإلى 75% خلال الفترة الممتدة بين عاميها الثالث والرابع. تقف الأمراض والأوبئة والصقيع وراء نفوق الكثير من هذه الطيور مُبكرًا، مع العلم أنَّ أقصى مدى حياة بلغه طائرٌ في البريَّة كان 12 عامًا، وقلَّة من الأفراد الأسيرة تخطت هذا المِقدار من الأعوام بكثير، لذا يُمكن القول أن أمد حياة هذا النوع قصيرٌ بجميع الأحوال، سواء تعرَّض فردٌ منها لمرض أو عاش طيلة حياته سليمًا.

### أنواعٌ شبيهة
يُعدّ الدرَّاس طويل المنقار أحد أكثر الأنواع شبهًا بالدرَّاس البُني، لكنه اقل انتشارًا، ويتمتع برأس وعنق رماديين، ومنقار أكثر طولًا. يظهر الدرَّاس البُنيّ شديد الشبه بسُمنة الغِياض، وكثيرًا ما يُخطئ الناس غير العارفين بين هذين النوعين. غير أنه يمكن للمُدقق أن يُميِّز بينهما عبر علامات القسم السُفلي من جسد كل منهما، فالسمنة تتمتع ببقعٍ قاتمة عوض تقليمات الدرَّاس، وبعينان داكنتان، وبذيلٍ أقصر، كما أنَّ حجمها الكلّي يقل عن حجم الدرَّاس.

## الانتشار

### الموائل الطبيعيَّة
تسكنُ الدرَّاسات البُنيَّة عدَّة موائل طبيعيَّة، وأكثر ما تُفضله منها هو حواف الأحراج، والآجام الكثيفة، حيث تبحث عن طعامها غالبًا بين أوراق الأشجار اليابسة. كذلك يُمكن العثور عليها في بعض المناطق الزراعيَّة وعلى مقربة من ضواحي المدن، لكنها عادةً ما تتفادى الموائل بشريَّة الصنع، لذا فإنها إحدى أندر الطيور التي يُشاهدها سكَّان القرى والبلدات في حدائقهم سواء تلك المنزليَّة أو العامَّة. تتنافسُ الدرَّاسات البُنيَّة مع أنواعٍ أخرى من الطيور على الموائل الطبيعيَّة والمواقع الأكثر مُلائمةً للتعشيش، وغالبًا ما تكون ذكورها هي البادئة بالمناوشة.

### الموطن
الدرَّاسات البُنيَّة مُهاجرة جُزئيَّة، فالجمهرات قاطنة النصف الجنوبي من موطنها مُقيمةٌ مُفرخة، أي لا تنزع إلى الهجرة، أمَّا تلك قاطنة النصف الشمالي فمُهاجرة جنوبًا خلال فصل الشتاء. يشمل موطن التفريخ الولايات المتحدة وكندا شرقيّ الجبال الصخريَّة بصورةٍ رئيسيَّة، وقد شوهدت بضعة أفراد في أحيانٍ نادرة غربيّ تلك الجبال سالفة الذِكر. أشارت بعض الدراسات إلى أنَّ الدرَّاسات قاطنة منطقة إنگلترا الجديدة في الولايات المتحدة تنتقلُ جنوبًا إلى الكارولينيتين وجورجيا خلال موسم التفريخ، وأنَّ الطيور قاطنة المناطق شرق نهر الميسيسيپي تشتو عبر المناطق المُمتدة من ولاية أركنساس إلى جورجيا، وأنَّ تلك قاطنة الداكوتيتين وأقاليم كندا الوسطى تنتقلُ إلى شرقي تكساس ولويزيانا. أمَّا الهجرة الحقيقيَّة لهذه الطيور فقصيرة، وغالبًا ما تحصل خلال الليل. هُناك أيضًا بعض التقارير التي تُفيد بإشتاء بعض هذه الطيور في المكسيك، كما أفاد تقريرٌ من بريطانيا بالعثور على أحد الأفرد مُنهكًا في إحدى جوانب الجزيرة، بعد أن شرد وعبر المُحيط الأطلسي بصورةٍ ما.

## السلوك

### السلوك الاجتماعي والعدائيَّة

رسم لدرَّاسات بُنيَّة تدافع عن عشها ضد أفعى، بريشة جون جيمس أودوبون.

شوهدت الدَّرَّاسات البُنيَّة وهي تتنقلُ منفردةً أو في أزواج، وهي في العادة طيورٌ مراوغة، لا يراها البشر إلاّ قليلًا، تُحافظُ على سريَّتها عبر التحليق على مستوىً مُنخفض. عندما تشعرُ هذه الطيور بالخطر، تهرعُ إلى الاختباء بين الآجام، وتُصدرُ صوتًا شبيهًا بالقوقئة. تُمضي الدرَّاسات أغلب وقتها على الأرض أو على مقربةٍ من مستواها، وقد تُشاهد ذكورها في أحيانٍ قليلة وهي جاثمةٌ على غصنٍ عارٍ تُغرِّد. يُعرف عن هذه الطيور عدائيتها الشديدة، وتفانيها في الدفاع عن عشها. يَعتقدُ البعض من العامَّة أنّ اسمها يُشتق من «الدرس» وهو الجَلد، فيعتبرون أنَّها سُميت هكذا لضربها أو جلدها أي ضارٍ أو مُعتدٍ يقتربُ من عشها، لكن ذلك غير صحيح، بل أنَّها على الأرجح حصلت على هذا الاسم بسبب إصدارها صوتٌ شبيه بصوت الجَلد أثناء تنقيبها بين فُتات الصخور بحثًا عن الطعام، كذلك يُعتقد أنَّها سُميت هكذا بسبب الصوت الصادر عنها أثناء التقاطها وسحقها للحشرات الكبيرة.

### الغذاء
الدرَّاس البُني طائرٌ قارت (آكل لكل شيء) يقتات على طائفةٍ واسعة من الأغذية، تشمل: الحشرات، والعوزات، والثمار البندقيَّة، والبزور، بالإضافة إلى ديدان الأرض، والحلازين، وفي بعض الأحيان السحالي والضفادع. خلال موسم التفريخ تأكل هذه الطيور الخنافس، والجنادب، وغيرها من مفصليَّات الأرجل، بالإضافة إلى الفاكهة، والثمار البندقيَّة، والبزور. بحلول أواخر الصيف تبدأ بالتحوّل إلى حمية نباتيَّة، فتكركّزُ في غذائها على الفاكهة، والبلوط، والبزور، والحبوب. أمَّا في الشتاء فإنَّ غذائها الرئيسي يتكوَّن من الفاكهة والبلُّوط.
يستخدمُ الدرَّاس البُنيّ حاسَّة بصره أثناء بحثه عن الطعام، فيسعى خلفه باحثًا تحت أوراق الأشجار اليابسة، وبين الآجام، وفتات التربة، باستخدام منقاره. ومن ثمَّ يهرع الأرض ذهابًا وإيابًا من جانبٍ إلى آخر مُتحققًا من المنطقة التي بحث فيها مؤخرًا. يُقدمُ الطائر على دق بعض الثمار البندقيَّة مثل البلُّوط حتى يُزيل قشرتها الخارجيَّة، كما يُعرف عنه مرونته في التقاط الحشرات السريعة، بما أنَّ عدد الفقرات في عنقه يفوق عدد فقرات الثدييات طويلة الرقبة، مثل الزرافة والجِمال.

### التفريخ

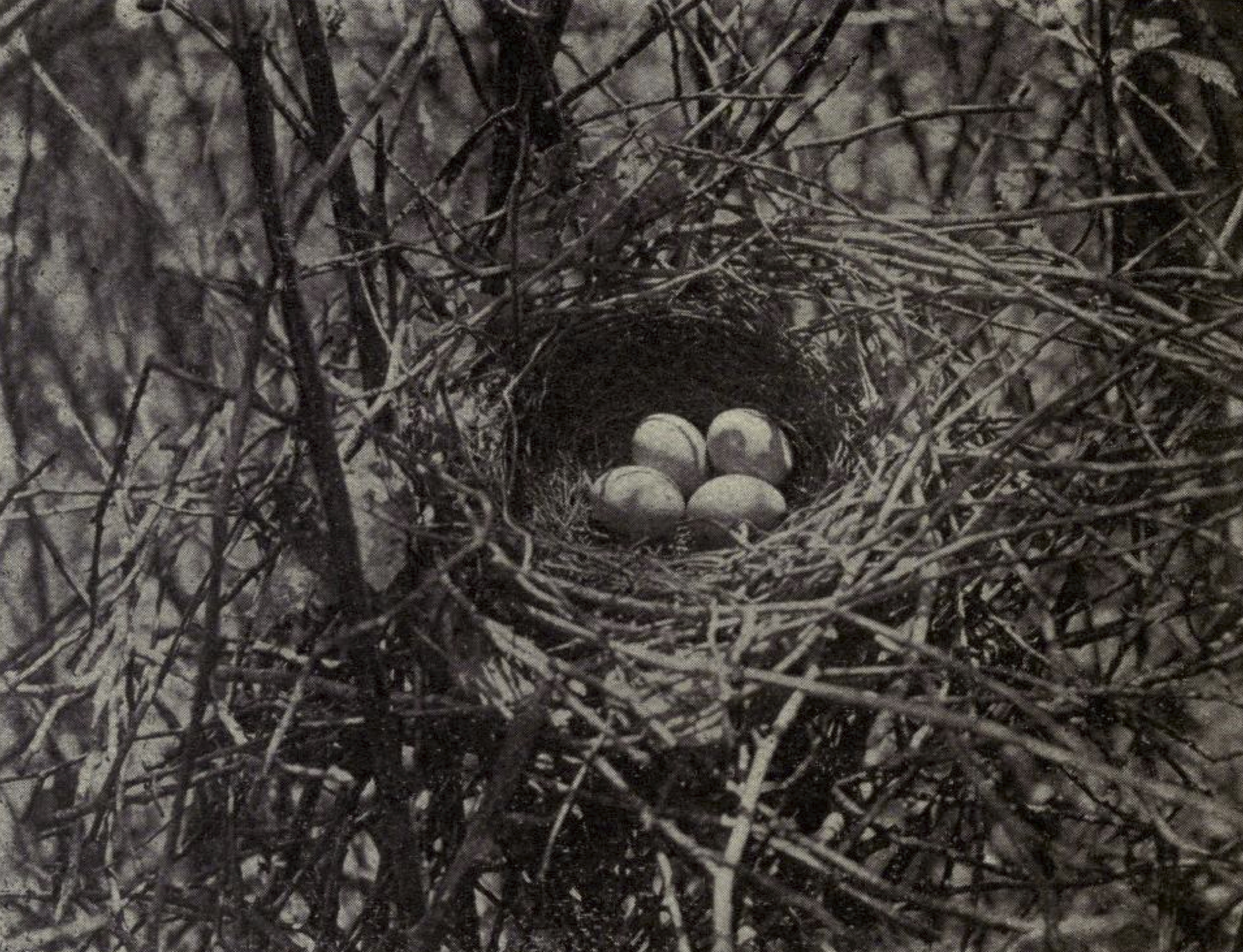
صورة قديمة لعش درَّاس بُني يحوي بضعة بيوض.

الدَّرَّاسات البُنيَّة طيور أحاديَّة الشريك في العادة، أي أنَّ الفرد منها يكتفي بقرينٍ واحد طيلة حياته، لكن بعضها يُبدِّلُ شريكه في أحيانٍ قليلة، وخلال نفس موسم التفريخ، الذي يختلفُ باختلاف المنطقة التي تقطنها. ففي جنوب شرق الولايات المتحدة يبدأ موسم التفريخ خلال شهريّ فبراير ومارس، بينما يشهد شهرا مايو ويونيو بداية هذا الموسم في القسم الشمالي من موطن هذه الطيور. تسيطر الذكور على حوزٍ خاص بها تتراوح مساحته بين 2 إلى 10 فدَّانات خلال بداية الموسم، وتكون في أنشط حالاتها، فتغرَّد بسخاء أغلب الوقت حتى تستقطبُ أنثى، ويراها الناظر جاثمةً على أطراف الأغصان. يتودد الأليفان إلى بعضهما البعض بعدَّة طرق، فيُقدمان مواد بناء العش إلى بعضهما، ويتحوَّل غناء الذكر إلى تغريدٍ ناعم ما أن يعثر على أنثى، وهذا ما يدفع بالأنثى إلى أن تتودد إليه، فتقدم له عودًا أو ورقة شجر، وتزقزق مُرفرةً جناحيها. يُحتمل أن يُقدِّم الذكر هديَّةً أخرى للأنثى بعد تقرُّبها إليه كدليلٍ على تقبّله إيَّها. يتعاون كل من الذكر والأنثى على بناء العش، ولا يتجامعان إلاّ بعد الانتهاء من بناءه.
تضع الأنثى ما بين 3 و5 بيضات مُزرقَّة أو مخضرَّة مُبرقشة بلونٍ بُني محمر، وعند بعض الأزواج يوضع البيض خالصًا من أي بقع على الإطلاق. يُشيَّدُ العش من الغُصينات، ويُبطَّن بالأعشاب، وأوراق الأشجار، وغيرها من النباتات اليابسة. يُشيَّدُ العش غالبًا بين الآجام الكثيفة أو في شجرةٍ مُنخفضة، على علو يصل حتى 2.1 متر (7 أقدام) عن سطح الأرض، كما يُمكن العثور على بعض الأعشاش مُشيَّدة على مستوى الأرض بين الحين والآخر. تفقس الفراخ خلال فترةٍ تمتد بين أحد عشر يومًا إلى أسبوعين من وضعها، ويتولَّى كِلا الوالدين مهمَّة رخم البيض ومن ثمَّ إطعام الفراخ، غير أنَّ عبء الرخم الأكبر يقع على عاتق الأنثى. تبدأ الفراخ بالتريُّش (تكتسي بالريش) بعد حوالي تسعة أو ثلاثة عشر يومًا من الفقس. يُمكنُ للزوج أن يُنتج فقستين أو ثلاثة فقساتٍ في السنة. يجثمُ الذكر على غصنٍ بالقرب من عشه ويُغرّد مُعلنًا سيطرته على الحوز، وهو شديد العدائيَّة عندما يتعلَّق الأمر بالدفاع عن أليفته وفراخه، فيُهاجم كل من يقترب كثيرًا من العش، سواء أكان من الحيوانات أم من البشر.

### التصويت
يتمتع ذكر الدَّرَّاس البُني بأعظم تشكيلة تغريدات بين جميع طيور أمريكا الشماليَّة، حيث تشير بعض الدراسات إلى إصداره لحوالي 1,100 تغريدة مُختلفة على الأقل، بينما تشير أخرى إلى تمتعه بحوالي 3,000 تغريدة مُختلفة، وتفيد ثالثة بأنَّه قادر على إصدار ما يفوق ذلك. تظهرُ نغمةٌ موسيقيَّة واضحة في تغريد ذكر الدرَّاس على العكس من تغريد الموَّاء الرمادي وثيق الصلة. والتغريدُ عبارة عن سلسلة من العِبارات الموسيقية القصيرة السَّريعة التي يُطلقها الطائر عادةً في أزواج وعلى مدى عدّة دقائق، ويتحوَّلُ الذكر إلى نمطٍ أكثر لطفًا ونعومةً خلال الخريف، أمَّا في الشتاء فإن تغريده غالبًا ما يكون عبارة عن مشادة مع الذكور صاحبة الأحواز المجاورة.
تغريد الفراخ اليافعة عبارة عن نداءات إنذار تُصدرها بين الحين والآخر، أمَّا البوالغ فتُصدرُ مجموعةً من الأصوات تختلف باختلاف الوضع الذي تمر به. يُصدرُ كُلاً من الذكر والأنثى نداءات إنذار شبيهة بصوت الصفع والتصفير عندما تشعر بالخطر، ومزيجٌ من السقسقة والهسهسة خلال ساعات الفجر والغسق. من أصواتها الأخرى صوتٌ يُشبه صوت سقوط عصًا على أرضٍ إسمنتيَّة. تشتهرُ الدَّرَّاسات البُنيَّة بقدرتها على تقليد أصوات الكائنات الأخرى، كما هو الحال مع جميع أنواع الطيور المُنتمية لفصيلة المُحاكيات، لكنها لا تتفوَّق في هذا المجال على قريبتها، المُحاكيات الشماليَّة. تُظهرُ الذكور أفضل ما عندها من قدرةٍ على التقليد خلال موسم التفريخ، فتُقلِّد تغريدات أنوعٍ أخرى من شاكلة: القرقف المقنزع، والكردينال الشمالي، وسُمنة الغياض، والنقَّار الشمالي، وغيرها من الطيور.

## الانحفاظ

### المخاطر

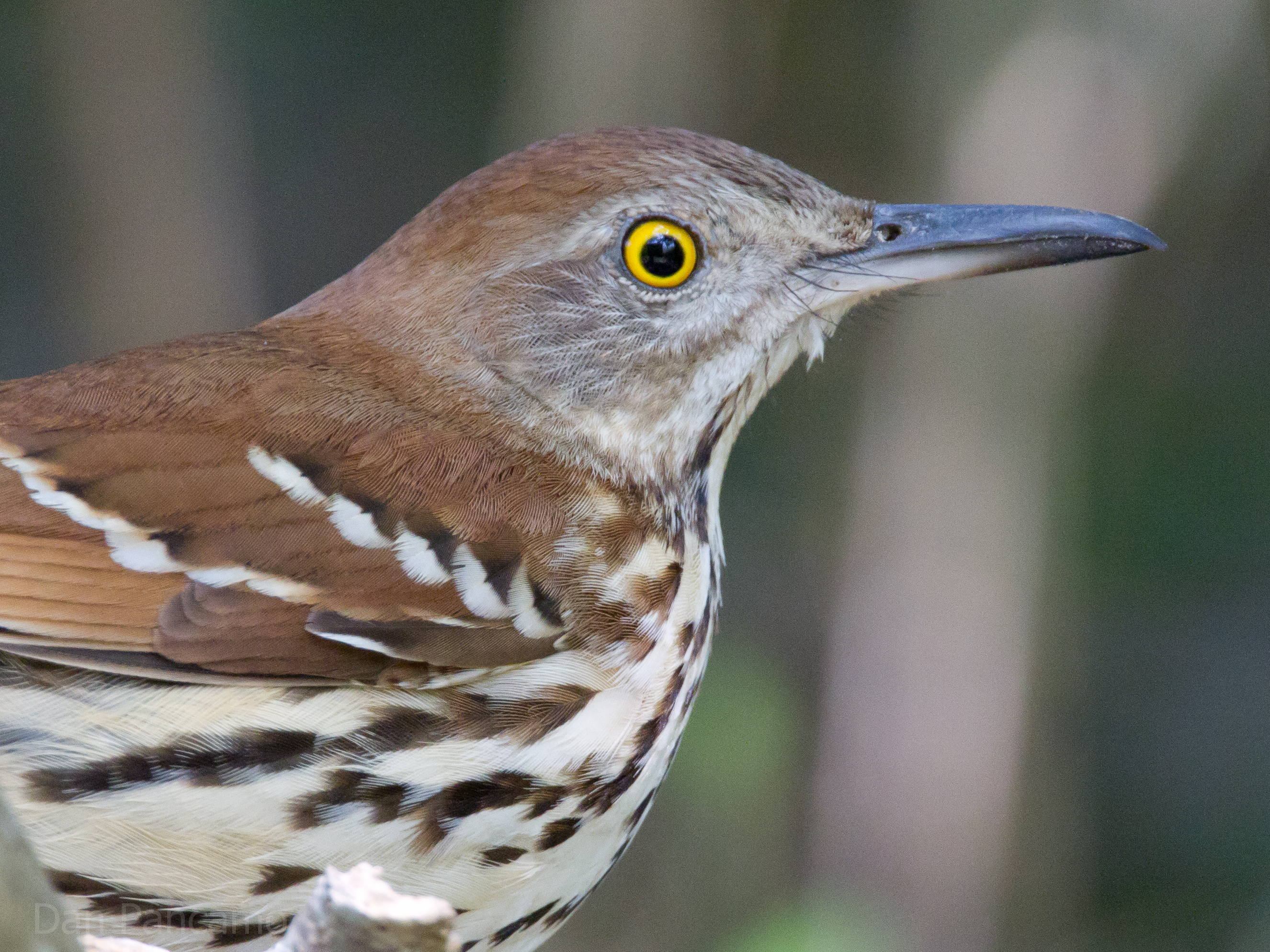
لقطة مُقرَّبة لرأس درَّاس بُني من منطقة الجزيرة العُليا (هاي آيلاند) بولاية تكساس.

على الرغم من أنَّ هذه الطيور من بين أكثر الأنواع انتشارًا وشيوعًا، غير أنَّ أعدادها تراجعت في بعض المناطق بسبب فقدانها موائلها الطبيعيَّة، لكن ذلك ليس بالخطر الحقيقي المُحدق بالنوع ككل والذي يُمكن له أن يجعل من الدرَّاس البُني نوعًا مُهددًا بالانقراض بدرجةٍ دُنيا.

### المُفترسات والمُتطفلات
تتعرَّض أعشاش الدَّرَّاس البُني إلى التطفّل من قِبل شحارير البقر بُنيَّة الرأس في أحيانٍ قليلة نادرة، وفي الغالب فإنَّ الدَّرَّاسات تُدرك تعرّض عشها للتطفل، فتطرح بيضة الشحرور خارجًا، لكن بعض الأزواج ترمي بيوضها الخاصَّة أيضًا خطأً، بسبب الشبه الكبير بينها وبين بيضة الشحرور. أشار تقريرٌ وحيد إلى أنَّ زوجٌ من الدرَّاسات تولَّى تربية فرخ شُحرور بقر بُني الرأس حتى بلغ أشدَّه، وبهذا فإنَّ احتمال وقوع هكذا حالات أخرى في البريَّة ليس بعيدًا. الكردينالات الشماليَّة والموَّاءات الرماديَّة هي أكثر الأنواع مُنافسةً للدرَّاس البُني على الموائل الطبيعيَّة والأحواز، وغالبًا ما تُطرد الدرَّاسات من موئلها على يد إحدى هذه الأنواع بسبب الغياب الظاهر لقدرتها على التخصص في سكن نوع مُعيَّن من الموائل، أو في الاقتيات على نوع مُحدد من الغذاء لا تقربه الطيور الأخرى. من الأسباب التي تجعل الزوجان يُنتجا فقستين أو ثلاثة فقسات خلال السنة هو فقدانها للحضنة الأولى غالبًا على يد المُفترسات والمُنافسات، حيث شوهدت بعض الأنواع، مثل الموَّاءات الرمادية، وهي تغزو أعشاش الدرَّاسات وتُمعنُ تكسيرًا ببيضها. تتعرضُ البوالغ لافتراس الأفاعي، والجوارح، والقطط المستأنسة المنزليَّة والشاردة.
تُدافعُ الدرَّاسات البُنيَّة عن نفسها بواسطة النقر غالبًا، إذ يُمكنُ لمنقارها الحاد والطويل أن يُلحق أذىً بالغًا بالأنواع الأصغر حجمًا، كما تقوم بضرب المُعتدي بجناحيها، وبإصدار أصوات عدائيَّة تُعبِّرُ عن استيائها.

## في الثقافة
اختير الدرَّاس البُني ليكون رمز ولاية جورجيا الأمريكيَّة من قِبل أطفال المدارس في سنة 1928، وأعلن عن تمتعه بهذه الصفة في سنة 1935 من قِبل حاكم الولاية يوجين تالمادج، لكن هذا الإعلان لم يُصبح رسميًا إلاّ في سنة 1970. تلقَّبت إحدى الفرق الرياضيَّة من مدينة أطلانتا المُنتسبة لدوري الهوكي الوطني بلقبٍ استوحته من اسم هذه الطيور، ألا وهو «Atlanta Thrashers» بمعنى «درَّاسات أطلانتا».